# テニスの王子様
『テニスの王子様』（テニスのおうじさま）は、許斐剛による中学校の部活動テニスを題材とした日本の漫画作品。およびそれを原作としたアニメ・ゲーム・実写作品。本項では続編である『新テニスの王子様』（しんテニスのおうじさま）についても一括して説明する。

## 概要
『週刊少年ジャンプ』（集英社）にて連載。1998年41号掲載の読切を経て、1999年32号より連載開始。2008年14号の終了まで約9年間連載された。さらに2009年3月から第2シリーズ『新テニスの王子様』（以降『新-』）として『ジャンプスクエア』にて連載再開。通称「テニプリ」。単行本（初代）は全42巻。公式ファンブックは、10.5巻、20.5巻、40.5巻。イラスト集は、30.5巻。『新-』では単行本は既刊31巻。話数カウントは初代は「Genius-」、『新-』では「Golden age-」。2020年12月時点で累計発行部数は6000万部を突破している。
テニスの名門中学校に入学した主人公の越前リョーマが、テニス部に入部して、全国大会優勝を目指して団体戦で試合を勝ち上がっていくというストーリー（なお、個人戦の描写は全く登場しない）。テニスを知らない人でも理解して読めるようにルールの説明や解説が入っている。また、連載当初は実際にテニスプレイヤーが使える技を描写していたが、途中から奇抜な技を中心に試合が進む漫画に路線変更し、26巻にて主人公が無我の境地を会得してからは人間離れした技の描写が顕著になる。ライターのさやわかは、本作について「美しい少年たちがムチャクチャな超能力でテニスにすら見えない試合をカッコよく勝ち上がっていく姿は昔の荒唐無稽で面白いジャンプの少年マンガそのもの」と評している。
メディアミックスが多数行われており、2001年から2005年にかけてのテレビアニメ化を皮切りに、CD化、TCG化、ゲーム化（2009年現在継続中）、2003年からはミュージカル化（2018年現在継続中）、2006年には実写映画化とテレビアニメの続編のOVA化、2008年と2019年には中国で実写ドラマ化がなされた。この展開に関連し多数のグッズがムービック・アニメイト・コナミより発売。女性をターゲットにした商品展開が功を成し、この結果キャラクターグッズ売り上げの年間トップを独走する人気ジャンルとなっている。
テニスの王子様のモデル（参考）の一部となったのは東京都の立教中学校（現：立教池袋中学校）。1998年41号の読み切り掲載時に、最終ページにある作者コメントにも取材協力に対しての感謝のメッセージが書かれている。立教中学校は1997年に全国中学生テニス選手権大会で団体優勝している。色々な説があるが、主人公の越前リョーマのモデルは早稲田大学出身の羽石祐。実写版の映画を撮っている際、作者の許斐本人が証言している。
男子プロテニス選手の錦織圭は小学生の頃から本作品を愛読していた。

## 反響・記録
本作の連載当時のブームは凄まじく、連載開始時である1999年時点での日本のテニス競技人口が780万人であったのに対して、アニメ放送が開始された2001年には920万人まで増えており、テニスの競技人口を140万人も増加させる程のテニスブームを巻き起こした。
ミュージカル化した「ミュージカル・テニスの王子様」シリーズ（通称テニミュ）は、2.5次元ミュージカルブームの先駆け的存在として新たなファンを生み続けており、2010年に累計動員数は100万人を記録し、2015年に200万人、2017年に250万人、そして2021年には累計動員数300万人を突破している。

## あらすじ
テニスの王子様
アメリカ各州のJr大会で4連続優勝の経歴を持つ天才テニス少年・越前リョーマ。
アメリカから帰国したリョーマは、テニスの名門「青春学園中等部」に入学する。全国制覇を目指す青学テニス部に入部し、1年生にしてレギュラーとなったリョーマが、様々な対戦校やライバル、時に仲間との試合を経て成長していく物語。
新テニスの王子様
全国大会決勝の3日後、突然姿を消したリョーマが再び日本に戻り、秋に始まったU-17選抜大会に特別参加を許された青学の仲間達やかつてのライバル達、そして正規の参加者である高校生達と競い合う姿を描く。

## メディア展開

### 小説
2002年以降、〈ジャンプ ジェイ ブックス〉より6作の小説化作品が発表されている。執筆は1・2作目を影山由美、3 - 5作目を岸間信明が担当。6作目は劇場アニメの小説化であり、アニメ脚本を執筆した前川淳と志茂文彦が担当した（書誌情報については#書誌情報を参照）。
1. テニスの王子様 The Prince Has Come!!、ISBN 978-4-08-703111-9
2. テニスの王子様 Begin The Battle!!、ISBN 978-4-08-703120-1
3. テニスの王子様 SPECIAL A Day of The Survival Mountain、ISBN 978-4-08-703129-4
4. テニスの王子様 The Gift Has Awaked!、ISBN 978-4-08-703144-7
5. テニスの王子様 The Gift Has Exploded!、ISBN 978-4-08-703147-8
6. 劇場版テニスの王子様 二人のサムライ The First Game、ISBN 978-4-08-703154-6

なお、集英社みらい文庫にて初期の作品が復活している。

### アニメ
いずれもテレビ東京系列で放送。
テニスの王子様
2001年10月10日から2005年3月30日にかけて放送。
新テニスの王子様
2012年1月4日から同年3月28日にかけて放送。

### ラジオ
アニメ版の声優によるラジオ番組。メインパーソナリティーはマンスリーで交代する（2009年5月現在）。文化放送/毎週日曜23：00 -

### ゲーム
アニメをベースとしたトレーディングカードと原作及びアニメをベースとした多数のコンピュータゲームが発売されている。製作は全てコナミが担当。

### 楽曲

#### 校歌
原作にもとづく校歌が存在する。
- 『青春学園中等部校歌』（『公式ファンブック テニスの王子様10.5』収録）NECインターチャネルよりCDリリース

#### キャラクターソング
多くのタイトルが発売され、その数はゲーム、ミュージカルを除いても2011年時点で300タイトルを越える。その後も発売され続けており、2016年6月頃には約800曲、2020年3月頃には約900曲近くに上った。声優自身が作詞、作曲を手がけることもあり、また原作者である許斐剛も歌詞や楽曲を提供している。
キャラクターソングとしては楽曲の幅が広く、オリジナルはもとより『バレンタイン・キッス』のような著名な懐メロのカバーから演歌、民謡までリリースされている。ゲームオリジナル曲も多数あるが、そのほとんどがCD化されていない。
通算100タイトル目である跡部景吾の『理由/E気持』は、2005年4月11日付オリコンウィークリーチャートにて初登場9位にランクイン。（99タイトル目までの）キャラクター・ソングの中で最も売れたのは、青酢の『WHITE LINE』で、5万枚以上を売り上げている。

#### サウンドトラック
テレビアニメ・劇場版・コンピュータゲームのサウンドトラックが発売されている。

### ミュージカル
通称テニミュ。
2003年から2010年にかけて「ミュージカル・テニスの王子様」が公演され、完結。以降また一から新たな演出で描く「2ndシーズン」が2011年から2014年まで公演。「3rdシーズン」が2015年より開始し、「4thシーズン」が2021年より開始。
『新テニスの王子様』を舞台化したミュージカル（通称・新テニミュ）が2020年から2021年まで公演。2021年10月、新シリーズ「ミュージカル『新テニスの王子様』The Second Stage」の上演が決定。

### 実写映画
2006年5月13日、松竹・マーベラスエンターテイメントなどにより実写映画化。全国ロードショー。

#### キャスト
青学のキャストは、越前リョーマ役の本郷奏多を除いて「ミュージカル・テニスの王子様」青学2代目キャストが務めた。氷帝のキャストは、跡部景吾役の載寧龍二を除いてテニス経験者の俳優が務めた。また、「ミュージカル・テニスの王子様」の「The Imperial Match 氷帝学園」までに出演したキャストが多く出演している。
配役についてはテニスの王子様の登場人物を参照。

### 実写ドラマ（中国）
2008年中国で「網球王子」のタイトルで実写ドラマ化。7月25日より放送開始、全22話（初回放送は北京五輪までに終わらせる為に全21話になっている）。東南アジア（タイ、マレーシア、フィリピン、シンガポール等）韓国・日本での放送も予定されている。一部の設定が原作とは異なる。
視聴率が非常に良かったため、続編にあたる「加油!網球王子（網球王子IIから改題）」も製作された（2009年8月28日放送開始）。

#### 役名・キャスト
- 越前リョーマ→竜馬 - 秦俊杰
- 手塚国光→鐘国光 - 柏栩栩
- 乾貞治→銭真智 - 王伝君
- 不二周助→周助 - 陳澤宇
- 河村隆→何春竜 - 薛皓文
- 菊丸英二→鞠万 - 毛方圓
- 大石秀一郎→石毅 - 張超
- 桃城武→陶成武 - 楊徳民
- 海堂薫→陳海堂 - 張殿菲
- 堀尾聡史→黄覚偉 - 向鼎
- 跡部景吾→季歩 - 巫迪文
- 亜久津仁→王亜津 - 鐘凱
- 不二裕太→周裕 - 魏斌
- 観月はじめ→関越 - 張暁晨
- 許 飛剛 英語名Andy Xu - 顧暁東（番組プロデューサー）

海堂薫→陳海堂（チェン・ハイタン）のように原作の漢字を生かしたもの、跡部景吾（中国語読みがジブ・ジンウー）→季歩（ジ・ブ）・乾貞治（チェン・ジェンチー）→銭真智（チェン・ジェンチー）のように原作の漢字を中国語として読んだ時と同じ発音の他の漢字を当てたものとが混在している。

### 2019年版中国実写ドラマ
「テニスの王子様〜奮闘せよ、少年!〜」を参照

### オフィシャルイベント
青春学園庭球祭’03
2003年3月30日、有明コロシアムで行われたコナミ主催によるイベント。週刊少年ジャンプに応募したうちの当選者のみ無料招待された。矢尾一樹、高橋美佳子が司会。青学レギュラー9名全員の声優、他校キャラクター数名の声優及び、原作者である許斐剛が参加。
この模様はPS2用ゲーム「SWEAT & TEARS 2」の特典DVDに収録されている（コナミ殿堂セレクション版には同梱されていない）。
テニスの王子様 青春学園中等部入学式
2004年3月27日、新宿文化センターで行われたコナミ主催によるイベント。ゲームソフト「SWEAT & TEARS 2」、「Kiss of Prince ICE」、「Kiss of Prince Flam」、「みんなの王子様」についている3枚の応募券を集めて応募したうちの2000名のみ無料招待された。
矢尾一樹が教頭として司会進行を務め、青学レギュラー9名全員の声優、氷帝から3名の声優が参加した。
テニスの王子様 100曲マラソン
2008年3月16日、パシフィコ横浜にて、「テニスの王子様Original Video Animation 全国大会篇 Final」製作決定記念」として開催。主催は「テニスの王子様プロジェクト」。声優33名と原作者の許斐剛が参加した。2008年6月25日DVD発売。
テニプリフェスタ2009
2009年9月6日、有明コロシアム＆イベント広場にて、「「テニスの王子様」OVA全国大会完結記念」として昼夜2回開催。2010年1月27日DVD発売。
テニプリフェスタ2011 in 武道館
2011年1月22日・23日、日本武道館にて『テニスの王子様』アニメ10周年記念プロジェクト第1弾として3回開催。2011年5月27日DVD発売。2011年6月6日付オリコン週間DVD総合第1位。
テニプリフェスタ2013
2013年9月15日、滋賀県立芸術劇場びわ湖ホール、9月21日、日本武道館にて開催。2014年2月21日DVD発売。
テニプリフェスタ2016 ～合戦～
2016年10月15日・16日に日本武道館にて開催。2017年4月21日DVD発売。
テニプリ BEST FESTA!! 青学 vs 氷帝
2019年1月19日・20日にZepp DiverCityにて開催。2019年5月24日DVD発売。
テニプリ BEST FESTA!! 王者立海大 REVENGE
2021年5月8日・9日にKT Zepp Yokohamaにて開催。2021年11月26日DVD発売。
テニプリ 20th Anniversary Event -Future-
2021年10月10日にTOKYO DOME CITY HALLにて開催。2022年4月27日DVD発売。
テニプリ☆ソニック2022-おてふぇす in ⽇本武道館-
2022年7⽉1⽇、日本武道館にて開催。アニメ『新テニスの王子様』の声優陣や主題歌アーティスト、ミュージカル『テニスの王子様』4thシーズン、ミュージカル『新テニスの王子様』のキャスト陣と原作者の許斐剛が参加した。
テニプリフェスタ2023 U-17 WORLD CUP
2023年6月3日・4日に横浜アリーナにて開催。2023年12月22日DVD発売。

### 放課後の王子様
『テニスの王子様』をパロディ化したトリビュート企画の4コマ漫画作品。原案・監修：許斐剛、漫画：佐倉ケンイチにより、『ジャンプスクエア』（集英社）2008年12月号より連載中。
基本的にはギャグ漫画で、内容は『テニスの王子様』の登場人物の知られざる一面を見せる日常ものとなっている。また、本編の設定を補完しているところもある。
2011年7月には『テニスの王子様』のアニメ版と同じキャストにより集英社のヴォイスコミック「VOMIC」として、ジャンプ専門情報番組『サキよみ ジャンBANG!』にて放送され、同年8月からVOMIC公式サイトで配信された。

## 書誌情報

### 単行本
全て集英社〈ジャンプ・コミックス〉からの発行。特記のない限り著者は許斐剛
- 『テニスの王子様』 全42巻
  1. 「越前リョーマ」2000年1月2日第1刷発行（1月7日発売[集 1]）、ISBN 978-4-08-872815-5
  2. 「マムシの牙」2000年4月9日第1刷発行（4月4日発売[集 2]）、ISBN 978-4-08-872851-3
  3. 「ストリートテニス」2000年6月7日第1刷発行（6月2日発売[集 3]）、ISBN 978-4-08-872876-6
  4. 「黒い軍団不動峰」2000年8月9日第1刷発行（8月4日発売[集 4]）、ISBN 978-4-08-872896-4
  5. 「新たなる試練」2000年10月9日第1刷発行（10月4日発売[集 5]）、ISBN 978-4-08-873024-0
  6. 「強さへの芽生え」2000年12月9日第1刷発行（12月4日発売[集 6]）、ISBN 978-4-08-873049-3
  7. 「聖ルドルフ学院の実力」2001年2月7日第1刷発行（2月2日発売[集 7]）、ISBN 978-4-08-873076-9
  8. 「シナリオをブチ壊せ!!」2001年5月6日第1刷発行（5月1日発売[集 8]）、ISBN 978-4-08-873112-4
  9. 「標的を見据えろ!」2001年7月9日第1刷発行（7月4日発売[集 9]）、ISBN 978-4-08-873139-1
  10. 「その瞬間を見逃すな!!」2001年9月9日第1刷発行（9月4日発売[集 10]）、ISBN 978-4-08-873162-9
  11. 「嵐の予感」2001年12月9日第1刷発行（12月4日発売[集 11]）、ISBN 978-4-08-873201-5
  12. 「無敵の男」2002年2月9日第1刷発行（2月4日発売[集 12]）、ISBN 978-4-08-873223-7
  13. 「亜久津の意地リョーマの勇気」2002年4月9日第1刷発行（4月4日発売[集 13]）、ISBN 978-4-08-873247-3
  14. 「青学最強の男」2002年7月9日第1刷発行（7月4日発売[集 14]）、ISBN 978-4-08-873283-1
  15. 「乾・海堂ペア」2002年9月9日第1刷発行（9月4日発売[集 15]）、ISBN 978-4-08-873312-8
  16. 「スーパーコンビ」2002年12月9日第1刷発行（12月4日発売[集 16]）、ISBN 978-4-08-873351-7
  17. 「破滅への輪舞曲」2003年2月9日第1刷発行（2月4日発売[集 17]）、ISBN 978-4-08-873380-7
  18. 「とっておきの切り札」2003年4月9日第1刷発行（4月4日発売[集 18]）、ISBN 978-4-08-873407-1
  19. 「手塚の旅立ち」2003年7月9日第1刷発行（7月4日発売[集 19]）、ISBN 978-4-08-873482-8
  20. 「青学VS六角」2003年9月9日第1刷発行（9月4日発売[集 20]）、ISBN 978-4-08-873505-4
  21. 「菊丸印の新ステップ」2003年12月9日第1刷発行（12月4日発売[集 21]）、ISBN 978-4-08-873534-4
  22. 「リョーマ覚醒」2004年2月9日第1刷発行（2月4日発売[集 22]）、ISBN 978-4-08-873561-0
  23. 「立海大附属の掟」2004年4月7日第1刷発行（4月2日発売[集 23]）、ISBN 978-4-08-873585-6
  24. 「ゴールデンペア復活!!」2004年7月7日第1刷発行（7月2日発売[集 24]）、ISBN 978-4-08-873628-0
  25. 「そして不二は微笑む」2004年9月8日第1刷発行（9月3日発売[集 25]）、ISBN 978-4-08-873646-4
  26. 「越前リョーマVS真田弦一郎」2004年12月8日第1刷発行（12月3日発売[集 26]）、ISBN 978-4-08-873678-5
  27. 「最後の一球まで」2005年1月10日第1刷発行（1月5日発売[集 27]）、ISBN 978-4-08-873769-0
  28. 「氷帝狂詩曲」2005年4月9日第1刷発行（4月4日発売[集 28]）、ISBN 978-4-08-873790-4
  29. 「全国開幕!!」2005年7月9日第1刷発行（7月4日発売[集 29]）、ISBN 978-4-08-873808-6
  30. 「ゴーヤ嫌い」2005年9月7日第1刷発行（9月2日発売[集 30]）、ISBN 978-4-08-873848-2
  31. 「奇策!? 菊丸のシングルス」2005年12月7日第1刷発行（12月2日発売[集 31]）、ISBN 978-4-08-873880-2
  32. 「くせ者同士」2006年2月8日第1刷発行（2月3日発売[集 32]）、ISBN 978-4-08-874015-7
  33. 「手塚国光九州編」2006年5月7日第1刷発行（5月2日発売[集 33]）、ISBN 978-4-08-874048-5
  34. 「同調」2006年7月9日第1刷発行（7月4日発売[集 34]）、ISBN 978-4-08-874128-4
  35. 「さらば氷帝学園」2006年9月9日第1刷発行（9月4日発売[集 35]）、ISBN 978-4-08-874250-2
  36. 「熱闘! 青学VS四天宝寺」2007年1月9日第1刷発行（1月4日発売[集 36]）、ISBN 978-4-08-874299-1
  37. 「お笑いテニスの恐怖」2007年3月7日第1刷発行（3月2日発売[集 37]）、ISBN 978-4-08-874326-4
  38. 「激突! 1球勝負越前リョーマVS遠山金太郎」2007年6月9日第1刷発行（6月4日発売[集 38]）、ISBN 978-4-08-874353-0
  39. 「勃発! 焼肉バトル!!」2007年9月9日第1刷発行（9月4日発売[集 39]）、ISBN 978-4-08-874396-7
  40. 「テニスを忘れた王子様」2007年12月9日第1刷発行（12月4日発売[集 40]）、ISBN 978-4-08-874422-3
  41. 「最終決戦! 王子様VS神の子」2008年3月9日第1刷発行（3月4日発売[集 41]）、ISBN 978-4-08-874443-8
  42. 「Dear Prince〜テニスの王子様達へ〜」2008年6月9日第1刷発行（6月4日発売[集 42]）、ISBN 978-4-08-874522-0
- 『新テニスの王子様』 既刊44巻（2025年5月2日時点）
  1. 2009年8月9日第1刷発行（8月4日発売[集 43]）、ISBN 978-4-08-874724-8
  2. 2010年1月9日第1刷発行（1月4日発売[集 44]）、ISBN 978-4-08-874791-0
  3. 2010年4月30日第1刷発行（4月30日発売[集 45]）、ISBN 978-4-08-870041-0
  4. 2010年11月9日第1刷発行（11月4日発売[集 46]）、ISBN 978-4-08-870138-7
  5. 2011年3月9日第1刷発行（3月4日発売[集 47]）、ISBN 978-4-08-870215-5
  6. 2011年9月7日第1刷発行（9月2日発売[集 48]）、ISBN 978-4-08-870331-2
  7. 2012年1月9日第1刷発行（1月4日発売[集 49]）、ISBN 978-4-08-870363-3
  8. 2012年7月9日第1刷発行（7月4日発売[集 50]）、ISBN 978-4-08-870472-2
  9. 2012年11月7日第1刷発行（11月2日発売[集 51]）、ISBN 978-4-08-870541-5
  10. 2013年4月9日第1刷発行（4月4日発売[集 52]）、ISBN 978-4-08-870653-5
  11. 2013年9月9日第1刷発行（9月4日発売[集 53]）、ISBN 978-4-08-870813-3
  12. 2014年3月9日第1刷発行（3月4日発売[集 54]）、ISBN 978-4-08-880050-9
  13. 2014年8月9日第1刷発行（8月4日発売[集 55]）、ISBN 978-4-08-880159-9
  14. 2015年3月9日第1刷発行（3月4日発売[集 56]）、ISBN 978-4-08-880230-5
  15. 2015年7月8日第1刷発行（7月3日発売[集 57]）、ISBN 978-4-08-880490-3
  16. 2015年10月8日第1刷発行（10月3日発売[集 58]）、ISBN 978-4-08-880512-2
  17. 2016年2月9日第1刷発行（2月4日発売[集 59]）、ISBN 978-4-08-880609-9
  18. 2016年7月9日第1刷発行（7月4日発売[集 60]）、ISBN 978-4-08-880692-1
  19. 2016年10月9日第1刷発行（10月4日発売[集 61]）、ISBN 978-4-08-880812-3
  20. 2017年3月8日第1刷発行（3月3日発売[集 62]）、ISBN 978-4-08-881028-7
  21. 2017年8月9日第1刷発行（8月4日発売[集 63]）、ISBN 978-4-08-881140-6
  22. 2017年12月9日第1刷発行（12月4日発売[集 64]）、ISBN 978-4-08-881293-9
  23. 2018年5月7日第1刷発行（5月2日発売[集 65]）、ISBN 978-4-08-881388-2
  24. 2018年9月9日第1刷発行（9月4日発売[集 66]）、ISBN 978-4-08-881572-5
  25. 2019年1月9日第1刷発行（1月4日発売[集 67]）、ISBN 978-4-08-881572-5
  26. 2019年5月7日第1刷発行（5月2日発売[集 68]）、ISBN 978-4-08-881838-2
  27. 2019年8月7日第1刷発行（8月2日発売[集 69]）、ISBN 978-4-08-882033-0
  28. 2020年1月9日第1刷発行（1月4日発売[集 70]）、ISBN 978-4-08-882192-4
  29. 2020年5月18日第1刷発行（5月13日発売[集 71]）、ISBN 978-4-08-882289-1
  30. 2020年8月9日第1刷発行（8月4日発売[集 72]）、ISBN 978-4-08-882388-1
  31. 2020年10月7日第1刷発行（10月2日発売[集 73]）、ISBN 978-4-08-882454-3
  32. 2021年3月9日第1刷発行（3月4日発売[集 74]）、ISBN 978-4-08-882557-1
  33. 2021年6月9日第1刷発行（6月4日発売[集 75]）、ISBN 978-4-08-882676-9
  34. 2021年9月8日第1刷発行（9月3日発売[集 76]）、ISBN 978-4-08-882769-8
  35. 2022年1月9日第1刷発行（1月4日発売[集 77]）、ISBN 978-4-08-882892-3
  36. 2022年7月9日第1刷発行（7月4日発売[集 78]）、ISBN 978-4-08-883087-2
  37. 2022年10月9日第1刷発行（10月4日発売[集 79]）、ISBN 978-4-08-883284-5
  38. 2023年2月8日第1刷発行（2月3日発売[集 80]）、ISBN 978-4-08-883413-9
  39. 2023年7月9日第1刷発行（7月4日発売[集 81]）、ISBN 978-4-08-883563-1
  40. 2023年10月9日第1刷発行（10月4日発売[集 82]）、ISBN 978-4-08-883674-4
  41. 2024年3月9日第1刷発行（3月4日発売[集 83]）、ISBN 978-4-08-883833-5
  42. 2024年7月9日第1刷発行（7月4日発売[集 84]）、ISBN 978-4-08-884043-7
  43. 2024年11月6日第1刷発行（11月1日発売[集 85]）、ISBN 978-4-08-884218-9
  44. 2025年5月7日第1刷発行（5月2日発売[集 86]）、ISBN 978-4-08-884465-7

### 完全版
全て集英社〈愛蔵版コミックス〉からの発行。特記のない限り著者は許斐剛
- 『テニスの王子様完全版 Season1』 全12巻
  1. 「青春学園にリョーマ入学!!」2010年4月2日発売[集 87]、ISBN 978-4-08-782304-2
  2. 「青学校内ランキング戦激化」2010年4月2日発売[集 88]、ISBN 978-4-08-782305-9
  3. 「新レギュラー地区予選に臨む」2010年4月30日発売[集 89]、ISBN 978-4-08-782306-6
  4. 「VS不動峰 地区予選決勝!!」2010年6月4日発売[集 90]、ISBN 978-4-08-782307-3
  5. 「リョーマ負傷! 地区予選の行方は!?」2010年7月1日発売[集 91]、ISBN 978-4-08-782308-0
  6. 「熾烈を極める東京都大会開幕!!」2010年8月4日発売[集 92]、ISBN 978-4-08-782309-7
  7. 「VSルドルフ!! 予測不能のダブルス戦!!」2010年9月3日発売[集 93]、ISBN 978-4-08-782310-3
  8. 「観月VS不二!! ルドルフ戦決着へ」2010年10月5日発売[集 94]、ISBN 978-4-08-782311-0
  9. 「嵐の予感!! 都大会準決勝」2010年11月4日発売[集 95]、ISBN 978-4-08-782312-7
  10. 「都大会決勝!! 名門・山吹の強襲!」2010年12月3日発売[集 96]、ISBN 978-4-08-782313-4
  11. 「天才VS怪童!! 都大会決勝の大一番」2010年12月29日発売[集 97]、ISBN 978-4-08-782314-1
  12. 「関東大会に向けて、最強メンバー選出!!」2011年2月4日発売[集 98]、ISBN 978-4-08-782315-8
- 『テニスの王子様完全版 Season2』 全12巻
  1. 「関東大会への挑戦!! VS氷帝」2011年4月19日発売[集 99]、ISBN 978-4-08-782316-5
  2. 「氷帝最強ペアに逆襲開始!!」2011年4月19日発売[集 100]、ISBN 978-4-08-782317-2
  3. 「跡部の眼力が手塚に迫る!!」2011年5月2日発売[集 101]、ISBN 978-4-08-782318-9
  4. 「リョーマ関東大会初登場!」2011年6月3日発売[集 102]、ISBN 978-4-08-782319-6
  5. 「関東大会・準決勝!! VS六角」2011年7月3日発売[集 103]、ISBN 978-4-08-782320-2
  6. 「VS六角!! 超絶ラリー心理戦」2011年8月4日発売[集 104]、ISBN 978-4-08-782321-9
  7. 「危険な草試合!! リョーマ覚醒」2011年9月2日発売[集 105]、ISBN 978-4-08-782322-6
  8. 「関東大会決勝!! VS立海」2011年10月4日発売[集 106]、ISBN 978-4-08-782323-3
  9. 「黄金ペアを欺く詐欺師と紳士の策略」2011年11月4日発売[集 107]、ISBN 978-4-08-782324-0
  10. 「関東大会優勝を懸けてリョーマ、皇帝との死闘へ」2011年12月2日発売[集 108]、ISBN 978-4-08-782325-7
  11. 「リョーマが秘めた力を解き放つ!!」2012年1月4日発売[集 109]、ISBN 978-4-08-782326-4
  12. 「四天宝寺の遠山金太郎、参上!!」2012年2月3日発売[集 110]、ISBN 978-4-08-782327-1
- 『テニスの王子様完全版 Season3』 全12巻
  1. 「全国大会の幕開け!」2012年4月4日発売[集 111]、ISBN 978-4-08-782328-8
    - 限定ピンズ付Special（同日発売[集 112]）、ISBN 978-4-08-782429-2

  2. 「最凶軍団・比嘉の実力!!」2012年4月4日発売[集 113]、ISBN 978-4-08-782329-5
    - 限定ピンズ付Special（同日発売[集 114]）、ISBN 978-4-08-782430-8

  3. 「復讐に燃える氷帝」2012年5月2日発売[集 115]、ISBN 978-4-08-782330-1
    - 限定ピンズ付Special（同日発売[集 116]）、ISBN 978-4-08-782431-5

  4. 「黄金ペアVS氷帝最強ペア」2012年6月5日発売[集 117]、ISBN 978-4-08-782331-8
    - 限定ピンズ付Special（同日発売[集 118]）、ISBN 978-4-08-782432-2

  5. 「戦慄! 「氷の世界」」2012年7月4日発売[集 119]、ISBN 978-4-08-782332-5
    - 限定ピンズ付Special（同日発売[集 120]）、ISBN 978-4-08-782433-9

  6. 「衝撃走る! 四天宝寺の脅威」2012年8月3日発売[集 121]、ISBN 978-4-08-782333-2
    - 限定ピンズ付Special（同日発売[集 122]）、ISBN 978-4-08-782434-6

  7. 「絶頂!! “完璧”テニス」2012年9月4日発売[集 123]、ISBN 978-4-08-782334-9
    - 限定ピンズ付Special（同日発売[集 124]）、ISBN 978-4-08-782435-3

  8. 「無我の究極戦! 千歳千里VS手塚国光」2012年10月4日発売[集 125]、ISBN 978-4-08-782335-6
    - 限定ピンズ付Special（同日発売[集 126]）、ISBN 978-4-08-782436-0

  9. 「頂上決戦!! 手塚VS真田」2012年11月2日発売[集 127]、ISBN 978-4-08-782336-3
    - 限定ピンズ付Special（同日発売[集 128]）、ISBN 978-4-08-782437-7

  10. 「皇帝・真田の気迫! 闘将・手塚の覚悟!」2012年12月4日発売[集 129]、ISBN 978-4-08-782337-0
    - 限定ピンズ付Special（同日発売[集 130]）、ISBN 978-4-08-782438-4

  11. 「王者立海戦クライマックス!!」2013年1月4日発売[集 131]、ISBN 978-4-08-782338-7
    - 限定ピンズ付Special（同日発売[集 132]）、ISBN 978-4-08-782439-1

  12. 「青春学園、全国の頂点へ!!」2013年2月5日発売[集 133]、ISBN 978-4-08-782339-4
    - 限定ピンズ付Special（同日発売[集 134]）、ISBN 978-4-08-782440-7

### 文庫版
全て集英社〈集英社文庫〉からの発行。特記のない限り著者は許斐剛
- 『テニスの王子様 都大会編』 全8巻
  1. 2014年10月17日発売[集 135]、ISBN 978-4-08-782440-7
  2. 2014年10月17日発売[集 136]、ISBN 978-4-08-782440-7
  3. 2014年11月18日発売[集 137]、ISBN 978-4-08-782440-7
  4. 2014年11月18日発売[集 138]、ISBN 978-4-08-782440-7
  5. 2014年12月18日発売[集 139]、ISBN 978-4-08-782440-7
  6. 2014年12月18日発売[集 140]、ISBN 978-4-08-782440-7
  7. 2015年1月16日発売[集 141]、ISBN 978-4-08-782440-7
  8. 2015年1月16日発売[集 142]、ISBN 978-4-08-782440-7

- 『テニスの王子様 関東大会編』 全8巻
  1. 2015年2月18日発売[集 143]、ISBN 978-4-08-782440-7
  2. 2015年2月18日発売[集 144]、ISBN 978-4-08-782440-7
  3. 2015年3月18日発売[集 145]、ISBN 978-4-08-782440-7
  4. 2015年3月18日発売[集 146]、ISBN 978-4-08-782440-7
  5. 2015年4月17日発売[集 147]、ISBN 978-4-08-782440-7
  6. 2015年4月17日発売[集 148]、ISBN 978-4-08-782440-7
  7. 2015年5月15日発売[集 149]、ISBN 978-4-08-782440-7
  8. 2015年5月15日発売[集 150]、ISBN 978-4-08-782440-7

- 『テニスの王子様 全国大会編』 全8巻
  1. 2015年6月18日発売[集 151]、ISBN 978-4-08-782440-7
  2. 2015年6月18日発売[集 152]、ISBN 978-4-08-782440-7
  3. 2015年7月17日発売[集 153]、ISBN 978-4-08-782440-7
  4. 2015年7月17日発売[集 154]、ISBN 978-4-08-782440-7
  5. 2015年8月18日発売[集 155]、ISBN 978-4-08-782440-7
  6. 2015年8月18日発売[集 156]、ISBN 978-4-08-782440-7
  7. 2015年9月18日発売[集 157]、ISBN 978-4-08-782440-7
  8. 2015年9月18日発売[集 158]、ISBN 978-4-08-782440-7

### ガイドブック
全て集英社からの発行。特記のない限り著者は許斐剛
- 『公式ファンブック テニスの王子様』〈ジャンプ・コミックス〉
  - 10.5、2001年11月2日発売、ISBN 978-4-08-873193-3
  - 20.5、2003年12月4日発売、ISBN 978-4-08-873549-8
  - 30.5、2005年12月2日発売、ISBN 978-4-08-782143-7
  - 40.5、2007年12月4日発売、ISBN 978-4-08-874198-7
- 『公式ファンブック 新テニスの王子様』〈ジャンプ・コミックス〉
  - 10.5、2013年9月4日発売、ISBN 978-4-08-870879-9
  - 23.5、2018年5月2日発売、ISBN 978-4-08-881491-9
- 新テニスの王子様 公式キャラクターガイド『ペアプリ』〈ジャンプ・コミックス〉
  1. 「跡部景吾・真田弦一郎」2009年11月4日発売、ISBN 978-4-08-874826-9
  2. 「手塚国光・白石蔵之介」2009年12月4日発売、ISBN 978-4-08-874827-6
  3. 「忍足侑士・忍足謙也」2010年1月4日発売、ISBN 978-4-08-874828-3
  4. 「菊丸英二・仁王雅治」2010年2月4日発売、ISBN 978-4-08-874829-0
  5. 「越前リョーマ・幸村精市」2010年3月4日発売、ISBN 978-4-08-874830-6
  6. 「海堂薫・切原赤也」2011年6月3日発売、ISBN 978-4-08-874854-2
  7. 「芥川慈郎・丸井ブン太」2011年7月4日発売、ISBN 978-4-08-874855-9
  8. 「亜久津仁・木手永四郎」2011年8月4日発売、ISBN 978-4-08-874856-6
  9. 「乾貞治・千歳千里」2011年9月2日発売、ISBN 978-4-08-874857-3
  10. 「不二周助・宍戸亮」2011年10月4日発売、ISBN 978-4-08-874858-0
- 『新テニスの王子様立海大附属中学校テニス部ガイド「STRENGTH」』2021年4月2日発売[集 159]、ISBN 978-4-08-882655-4
- 『新テニスの王子様氷帝学園中等部テニス部ガイド「CALL」』2021年4月2日発売[集 160]、ISBN 978-4-08-882654-7
- 『新テニスの王子様青春学園中等部テニス部ガイド「FIGHT」』2025年5月2日発売[集 161]、ISBN 978-4-08-884534-0
- 『新テニスの王子様高校生日本代表ガイド「GENIUS」』2025年5月2日発売[集 162]、ISBN 978-4-08-884535-7

### その他
- 〈ジャンプ ジェイ ブックス〉
  - 影山由美・許斐剛
    - 『テニスの王子様 The Prince Has Come!!』2002年5月24日発売[集 163]、ISBN 4-08-703111-X
    - 『テニスの王子様 Begin The Battle!!』2002年12月16日発売[25]、ISBN 4-08-703120-9

  - 岸間信明・許斐剛
    - 『テニスの王子様 SPECIAL A Day of The Survival Mountain』2003年10月27日発売[集 164]、ISBN 4-08-703129-2
    - 『テニスの王子様 The Gift Has Awaked!』2004年8月23日発売[集 165]、ISBN 4-08-703144-6
    - 『テニスの王子様 The Gift Has Exploded!』2004年10月25日発売[集 166]、ISBN 4-08-703147-0

  - 前川淳・志茂文彦・許斐剛『劇場版テニスの王子様 二人のサムライ The First Game』2005年3月14日発売[集 167]、ISBN 4-08-703154-3
- 許斐剛（原案・監修）、佐倉ケンイチ（漫画） 『放課後の王子様』〈ジャンプ・コミックス〉、既刊8巻（2023年7月4日現在）
  1. 2010年6月9日第1刷発行（6月4日発売[集 168]）、ISBN 978-4-08-870068-7
  2. 2012年1月9日第1刷発行（1月4日発売[集 169]）、ISBN 978-4-08-870364-0
  3. 2013年9月9日第1刷発行（9月4日発売[集 170]）、ISBN 978-4-08-870878-2
  4. 2015年7月8日第1刷発行（7月3日発売[集 171]）、ISBN 978-4-08-880491-0
  5. 2017年8月9日第1刷発行（8月4日発売[集 172]）、ISBN 978-4-08-881141-3
  6. 2019年8月7日第1刷発行（8月2日発売[集 173]）、ISBN 978-4-08-882029-3
  7. 2021年9月8日第1刷発行（9月3日発売[集 174]）、ISBN 978-4-08-882785-8
  8. 2023年7月9日第1刷発行（7月4日発売[集 175]）、ISBN 978-4-08-883564-8
- 『テニスの王子様 20周年アニバーサリーブック TENIPURI PARTY』2019年8月21日発売[集 176]、ISBN 978-4-08-792530-2
- 『テニスの王子様勝利学』2019年8月21日発売[集 177]、ISBN 978-4-08-744016-4